# Грб Финмарка
Грб Финмарка је званични симбол норвешког округа Финмарка. Грб је усвојен 6. јануара 1967. године.

## Опис грба
Грб Финмарка је представљен је златном тврђавом на црном пољу. Тврђава која се налази на грбу је хералдички приказ Вардохушке тврђаве, коју је подигао норвешки краљ Хакон V почетком XIV века, са намером да то буде гранични бедем према истоку. Када је садашњи грб одобрен као званични грб Финмарка, овај симбол је представљен као снажан подстрек за обнову и развој округа након Другог светског рата.